# Parker Motor Company
Parker Motor Company war ein britischer Hersteller von Automobilen.

## Unternehmensgeschichte
Thomas H. Parker hatte bereits 1897 ein Elektroauto namens Bushbury Electric Cart hergestellt. Obwohl er bei der Wearwell Motor Carriage Company beschäftigt war, gründete er 1901 ein eigenes Unternehmen in Wolverhampton zur Produktion von Automobilen. Der Markenname lautete Parker. 1902 endete die Produktion.

## Fahrzeuge
Das Bushbury Electric Cart war ein Dreirad. Parker verwendete gebrauchte Teile von der Star Cycle Company.
Ab 1901 entstanden Dampfwagen. Sie hatten einen Zweizylinder-Dampfmotor mit 10 PS Leistung. Der Motor war vorne im Fahrzeug montiert und trieb über eine Kardanwelle die Hinterachse an. Äußerlich ähnelten die Fahrzeuge den Modellen der Daimler Motor Company.